# Aleksandra Ivošev
Aleksandra Ivošev (* 17. März 1974 in Novi Sad) ist eine ehemalige serbische Sportschützin und Olympiasiegerin.

## Karriere
Ivošev begann 1988 mit dem Schießsport, ab 1989 trat sie bei Wettkämpfen an. 1990 belegte sie, noch für Jugoslawien startend, den zweiten Platz bei den Junioreneuropameisterschaften im Kleinkaliber-Dreistellungskampf. 1991 gewann sie bei den Junioreneuropameisterschaften zweimal Gold: Im Dreistellungskampf und in der Liegend-Position.
An den Olympischen Spielen 1992 in Barcelona durfte Jugoslawien nicht mit einer offiziellen Mannschaft teilnehmen, für die Spiele qualifizierte Athletinnen und Athleten durften in Einzelwettbewerben aber als unabhängige Olympiateilnehmer starten. In den Schießwettbewerben gewannen die unabhängigen Olympiateilnehmer drei Medaillen, die achtzehnjährige Aleksandra Ivošev erreichte im Dreistellungskampf als 14. der Qualifikation nicht das Finale. Auch 1994 starteten Sportschützen als unabhängige Teilnehmer, Ivošev gewann bei den Juniorenweltmeisterschaften in Mailand den Titel im Dreistellungskampf und Silber in der Liegend-Position, hinzu kam der sechste Platz mit dem Luftgewehr.
1996 belegte sie mit dem Luftgewehr den dritten Platz bei den Europameisterschaften. Bei den Olympischen Spielen 1996 in Atlanta siegte mit dem Luftgewehr die Polin Renata Mauer mit 497,6 Ringen vor der Deutschen Petra Horneber mit 497,4 und Aleksandra Ivošev mit 497,2. Im Kleinkaliber-Dreistellungskampf siegte Ivošev mit 686,1 Ringen vor der Russin Irina Gerassimjonok mit 680,1 und Renata Mauer mit 679,8.
Vier Jahre später belegte Ivošev bei den Olympischen Spielen 2000 in Sydney den 20. Platz mit dem Luftgewehr und den 22. Platz im Dreistellungskampf. 2001 war sie noch einmal Fünfte der Europameisterschaften in der Liegend-Position. 2002 belegte sie, ebenfalls in der Liegend-Position, den siebten Platz bei den Weltmeisterschaften. 2003 endete ihre internationale Karriere.